# Torre Ta' Ċieda
La Torre Ta' Ċieda, también conocida como Torre romana de San Ġwann, es una torre púnico-romana situada en San Ġwann, Malta. Los orígenes exactos de la torre podrían remontarse a la prehistoria con una arquitectura diferente. Se argumenta que la torre podría ser de origen púnico y no romano, pero que estos últimos la adaptaron. El emplazamiento de la torre se utilizó como cementerio, o más, durante el califato musulmán en la época medieval. Tras la expulsión de los musulmanes de Malta, se construyó en el lugar una iglesia dedicada a Santa Elena.
Hoy en día, aproximadamente un tercio de la torre sigue en pie y está descuidada. La torre forma parte de una cadena de torres que se construyeron en su época, probablemente diseñadas para ayudarse mutuamente de las invasiones procedentes del mar. Se cree que en Malta existieron ocho torres costeras, y ninguna en la cercana isla de Gozo; seis de ellas se conocen como las Torres púnico-romanas. Muy cerca se encuentran los restos de una villa rural, consistentes en una cisterna y una muralla romana.

## Nombre
El nombre Ta' Cieda fue dado en la Edad Media por los cristianos cuyo origen proviene de la devoción a Helena de Constantinopla.

## Historia

### Origen prehistórico
La zona de San Ġwann ha estado habitada desde la prehistoria y prueba de ello son los surcos para carros de San Ġwann situados no lejos de la torre. Las excavaciones han sugerido que la torre puede tener orígenes prehistóricos, pero los arqueólogos creen que algunas rocas pueden haber tenido reutilización adaptativa. De hecho, la forma redonda de la torre sugiere que fue construida algunas veces más tarde, ya que otras fortificaciones prehistóricas de Malta muestran una construcción diferente de la defensa prehistórica. También se ha encontrado una estructura del Neolítico/Bronce muy cerca, en Wied Ghomor (Valle de Ghomor).

### Púnica y romana

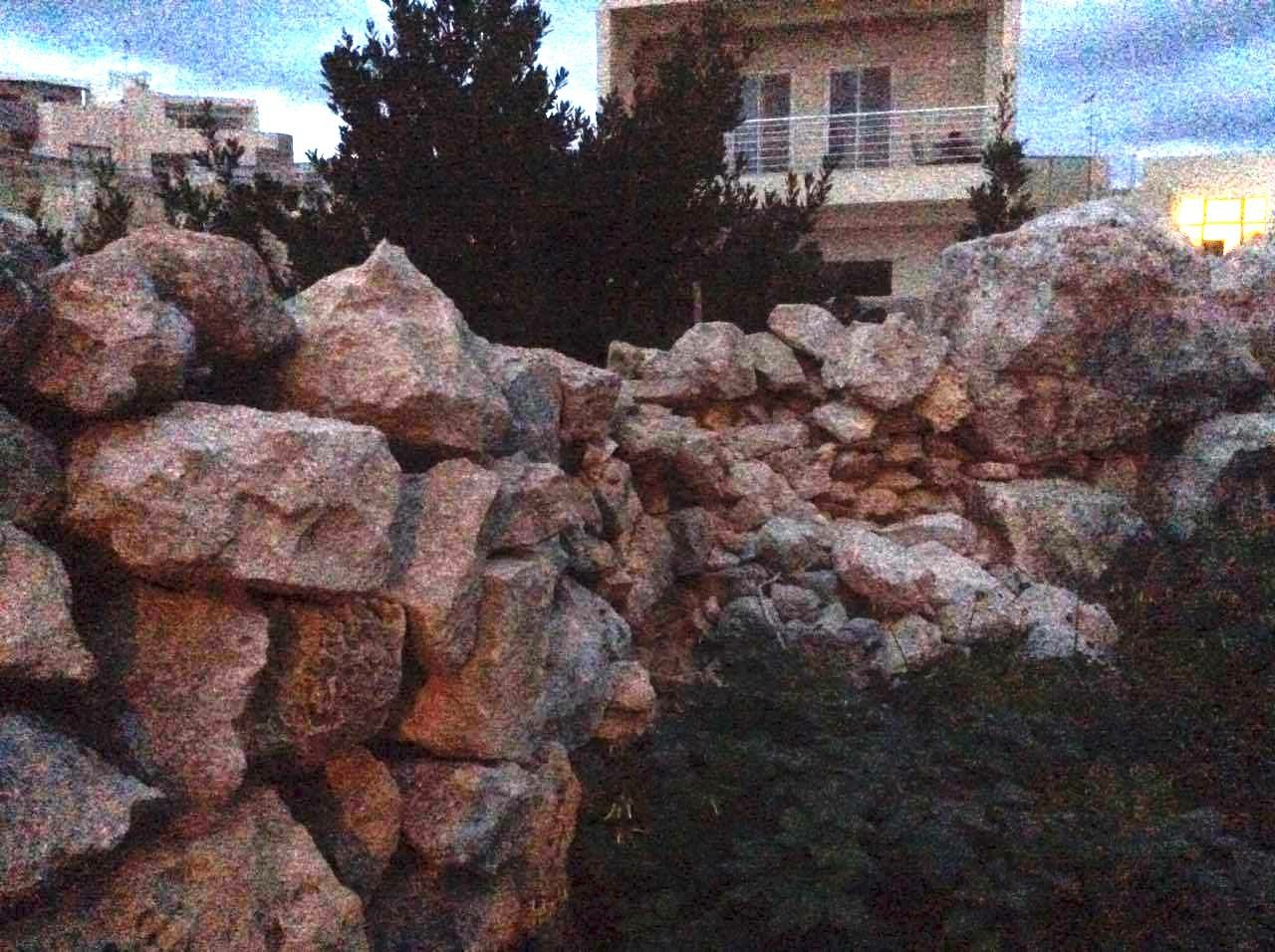
La Torre Ta' Cieda y las modernas viviendas de la parte trasera.

En 1915, el arqueólogo Thomas Ashbey afirmó que la torre era de origen fenicio. Generalmente se cree que la torre es romana, de ahí las referencias como Torre romana de San Gwann o Torre romana de Ta' Cieda o Torre redonda de Ta' Cieda. Los arqueólogos, como el profesor A. Bonanno, sostienen que, teniendo en cuenta el contexto de la época, es más probable que la torre se construyera durante el periodo púnico que durante el romano, ya que durante este último los ataques eran menos probables. Los diseños de torres redondas ya estaban establecidos en la época púnica. De hecho, los historiadores sostienen que el archipiélago maltés en el siglo III a. C. estaba en el punto de mira de Cartago y los romanos invadiendo la civilización púnica nativa. A pesar de estos argumentos plausibles también se argumenta que la torre pudo ser construida por el pueblo púnico y luego embellecida por los romanos. A partir de los hallazgos también se sugiere que los romanos podrían haberla construido en forma de capricho para pasar por alto la plantación de los olivos originarios de la zona desde la época romana. Aunque así fuera, no se sabe con certeza si existieron villas romanas en la zona, pero los romanos gobernaron las islas durante un largo período. Por ejemplo, se excavaron villas romanas y edificios romanos cerca de otras torres romanas en el sur de Malta, como en Hal Safi y Żurrieq, y como cadena de torres que funcionaban juntas, este puede ser también un argumento plausible.
En 1960 el doctor David  H. Trump llamó la atención sobre una cisterna romana situada no lejos de la torre. Esta estructura es históricamente importante ya que el uso de cemento, que a veces se piensa que es un uso moderno, fue utilizado por los romanos que no data de los púnicos. Esto permite concluir que el origen de la torre es púnico pero que fue readaptada por los romanos. Se ha desenterrado cerámica romana y se han excavado y documentado tumbas romanas. Se ha dicho que la torre «puede haber servido como punto central en torno al cual se desarrolló uno de los asentamientos medievales más importantes de Malta a partir de la actividad económica tardorromana de la zona».

### Período musulmán

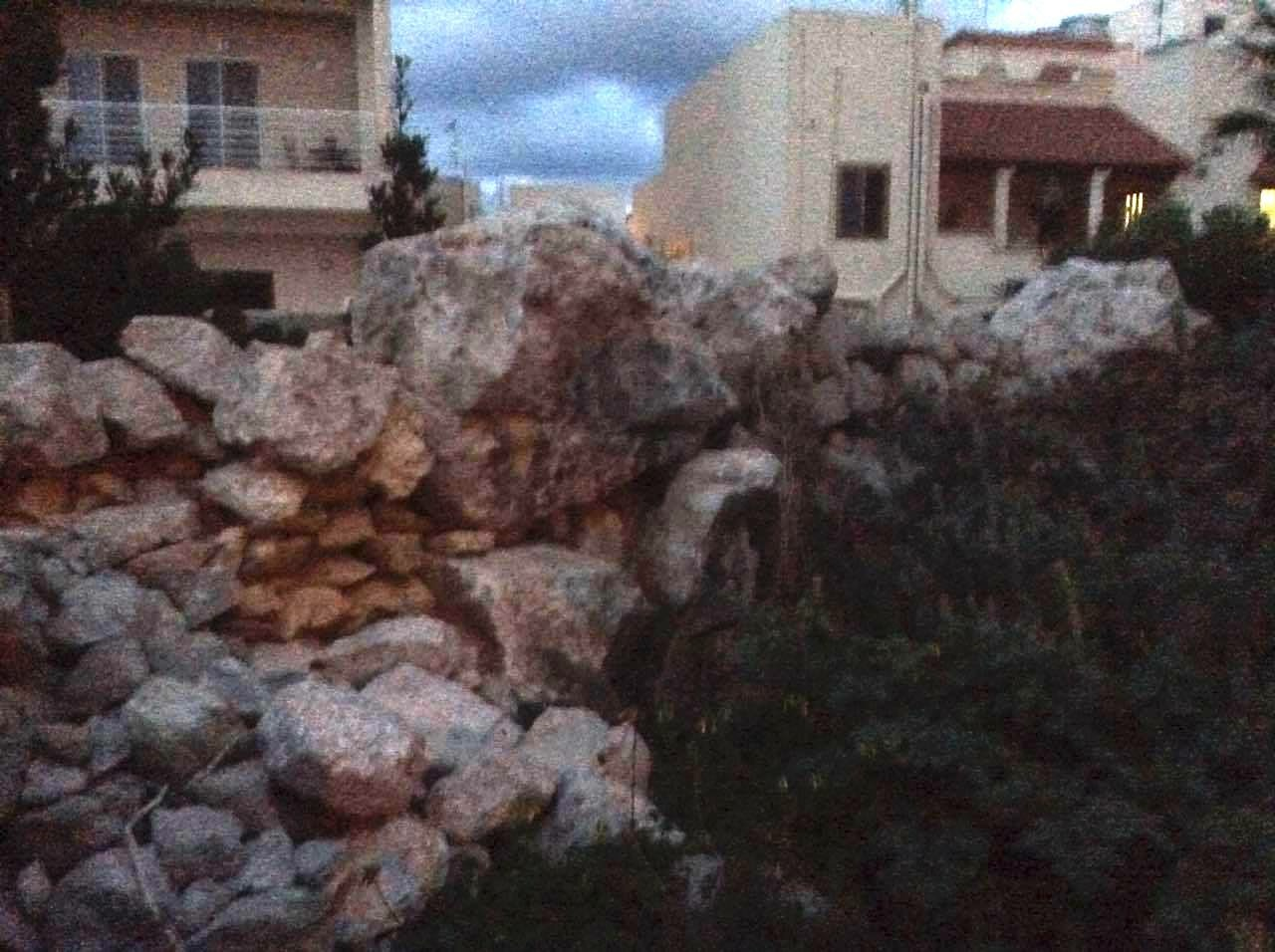
Una angulación diferente de los restos.

Se sabe que durante el periodo musulmán la zona de la torre se utilizó al menos como cementerio islámico, uno de los primeros de Malta. La reutilización de antiguos edificios por parte de los árabes era habitual, ya que facilitaba el esfuerzo de cortar la roca. Se han descubierto algunos edificios púnicos y romanos reutilizados en Malta durante el califato, entre los que posiblemente se encontraba la torre de Ta' Cieda. En el emplazamiento de la torre había cementerios de la época árabe, pero estas losas de piedra y otros símbolos islámicos evidentes en las islas fueron erradicados tras la expulsión de los musulmanes de las tierras. Sin embargo, varias zonas de San Gwann siguen llevando nombres árabes. Se cree que algunas de las piedras funerarias musulmanas se encuentran en los enterramientos sarracenos de Rabat.

### Período cristiano
El cementerio islámico ha desaparecido casi por completo del emplazamiento de la torre después de que los cristianos volvieran a gobernar las islas. Está documentado que cerca de la Torre Ta' Cieda se construyó una iglesia dedicada a Santa Elena. Esta iglesia es importante en la historia de la Iglesia católica romana deMalta, ya que fue la primera iglesia parroquial que se construyó para la parroquia de Birkirkara. Cabe señalar que en aquel entonces, cuando se construyól, las tierras de San Gwann formaban parte en su totalidad (o en su mayor parte) de Birkirkara. La iglesia recibió el nombre de Iglesia de Santa Elena, también conocida como Capella di Birchirchara, construida antes de 1402 y abandonada a finales del siglo XIV, de la que no quedan vestigios. El título de iglesia parroquial de Birkirkara fue transferido a la Iglesia Vieja, es decir, la Iglesia de Santa María en Mriehel, Birkirkara. En la actualidad, la iglesia parroquial de Birkirkara también está dedicada a Santa Elena como Basílica de Santa Elena.

### Época moderna

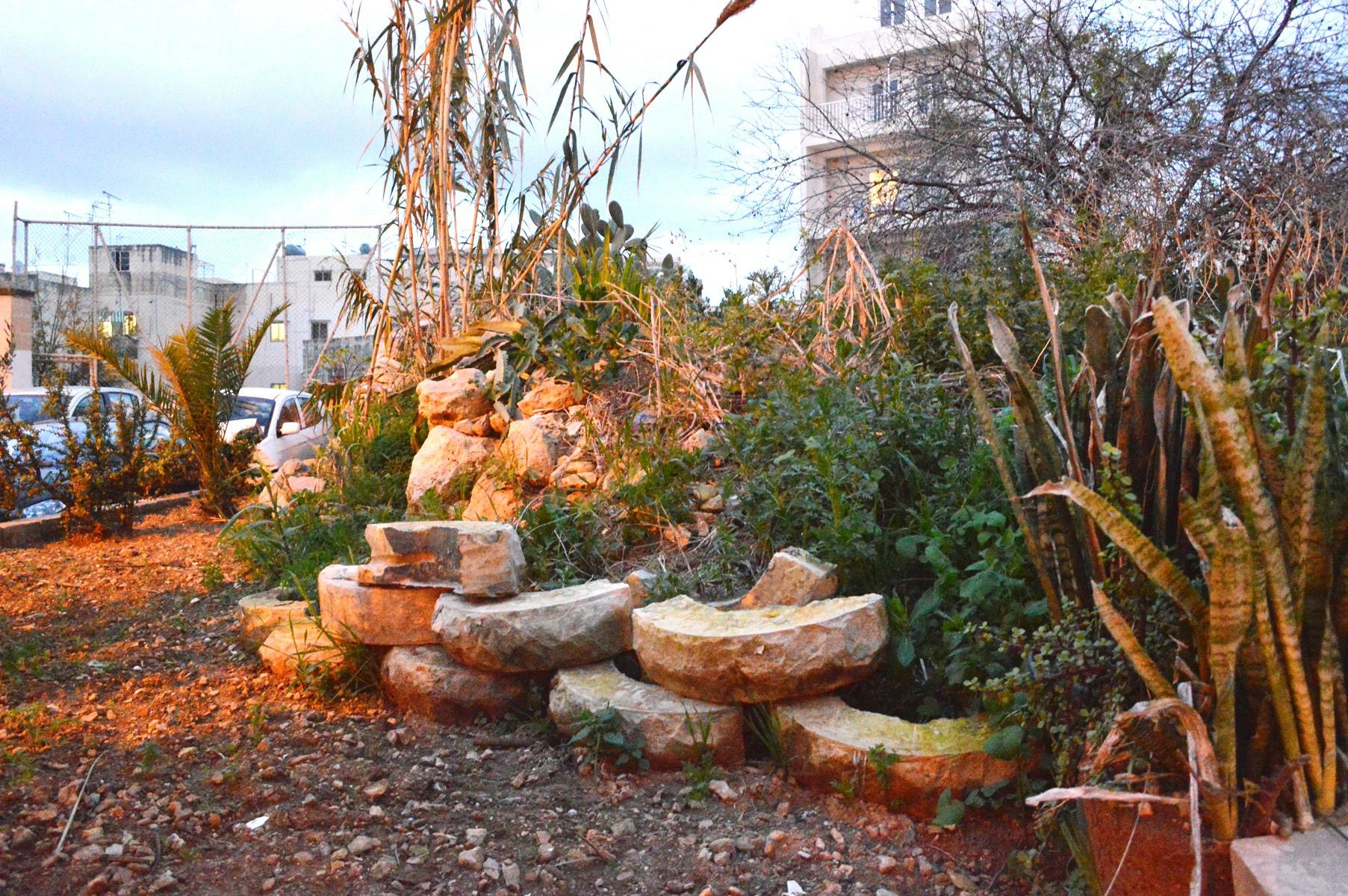
Vegetación, y vertidos en el emplazamiento de la Torre Ta' Cieda.

El resto de la base de la Torre Ta' Ċieda se encuentra hoy en día en un estado ruinoso] y sujeto a un mayor deterioro debido al vandalismo y al crecimiento de  la vegetación. Está situada en el Triq il-Baruza (calle Il-Baruza), rodeada de modernas urbanizaciones.

## Patrimonio
La torre figura en una lista de antigüedades protegidas de la Autoridad de Planificación y Medio Ambiente de Malta (MEPA) desde 1932, con enmiendas en 1935 y 1939, cuando la zona formaba parte de San Julián.